# مرکز هاربرفرانت
مرکز هاربرفرانت (انگلیسی: Harbourfront Centre) یکی از مراکز اصلی فرهنگی شهر تورنتو است که در سال ۱۹۷۲ به دست دولت فدرال به عنوان یک شرکت دولتی به منظور تأسیس پارک هاربرفرانت ایجاد شد و در سال ۱۹۹۱ به یک سازمان ناسودبر تغییر کاربری داد. بودجه این مرکز از طریق حمایت‌کننده‌های مالی، کمک‌های دولتی، هدایای فردی و فعالیت‌های کارآفرینی تأمین می‌شود. گنجایش این مرکز ۲۰۰۰ صندلی است.

این مرکز با ۴۵۰ سازمان اجتماعی همکاری دارد و سالانه میزبان بیش از ۴۰۰۰ رویداد مختلف اعم از تئاتر، رقص، ادبیات، موسیقی، فیلم، هنرهای تجسمی و صنایع دستی است.
جشنواره تیرگان، جشنواره فرهنگی و هنری ایرانیان نیز در این مرکز برگزار می‌شود.